# Arcátias
Arcátias (em grego: Ἀρκαθίας; romaniz.: Arkathías) foi o rei orôntida de Sofena na segunda metade do século II a.C.. Seu nome é de origem iraniana, embora sua etimologia permaneça incerta. O historiador polonês Michał Marciak sugere que foi o fundador da cidade real de Carcatiocerta. Os estudos atuais sustentam que Arcátias governou depois de Mitrobuzanes e antes de Artanes, no entanto, isso está sujeito a confirmação posterior.

## Cunhagem
Na cunhagem de Arcátias, o obverso apresenta a cabeça do rei voltada à esquerda. Sua tiara é dobrada, com o diadema ao redor da cabeça e pendurado nas costas. O reverso apresenta Nice de pé à direita segurando uma coroa ou uma coroa de flores em seu braço estendido.